# 趙惠后
趙惠后（？—前301年），《史記》稱為吳孟姚，又称吴娃，為趙國官員吳廣（並非秦末的吳廣）之女、趙武靈王的第二任王后、趙惠文王之母。

## 生平
趙武靈王十六年（前310年），趙武靈王遊大陵，一日夢見一名少女鼓琴，唱着這一首詩歌：“美人熒熒兮，顏若苕之榮。命乎命乎，曾無我嬴！”。趙武靈王對夢中少女十分留戀，在酒宴之時將夢告知眾大臣，並具體描繪少女的形象，吳廣聽說後，覺得少女和自己的女兒吳孟姚很像，於是將吳孟姚獻予趙武靈王。趙武靈王非常寵愛吳孟姚，立孟姚為王后，趙人稱之為「吳娃」。吳娃生下公子趙何。赵武灵王二十五年（前301年），吳孟姚去世。
趙武靈王後來把王位禪讓給趙何，是為赵惠文王，自称主父，封赵章于代，号安阳君。
趙惠文王四年（前295年），赵章入朝，群臣怜惜他对弟弟称臣的颓丧状，主父也从旁窥见此景，意圖瓜分赵国，把代封給赵章，使之为代王，被群臣阻止。
后来主父到沙丘宫遊玩时，赵章發動沙丘之亂，想要殺死趙惠文王，事败，逃入主父宫，被李兑所杀。由於殺死了赵章，李兑等担心主父脫困之後，會整肅他們，於是繼續圍困主父，三个多月后，主父在沙丘宫饿死。

## 文學形象
《列女傳》則敘述吴娃数次说元配韩夫人有淫意，太子赵章無慈孝之行，武灵王于是廢夫人與太子，而立孟姚為繼室，以赵何為王，是為赵惠文王，自称主父，封赵章于代，号安阳君。